# Charles Emerson Winchester III.
Major Charles Emerson Winchester III. je postava ze seriálu M*A*S*H. Je hrán Davidem Ogdenem Stiersem. Objevil se poprvé v epizodě Střídání stráží v šesté sérii, kdy nahradil Franka Burnse.

## Životopis
Charles Winchester se narodil v domě své babičky v Bostonu, Massachusetts. Pocházel z tzv. Bostonské elity (Boston Brahmin). Po absolvování Choate Rosemary Hall studoval na Harvardu (kde sportovně vesloval, či hrál pólo). Studia dokončil roku 1948 a začal pracovat v Massachusettské nemocnici. Než byl povolán do Korejské války, málem se stal šéfem kardio/hrudní chirurgie. V této době měl také jedno rande s Audrey Hepburn, což dokazuje fotka v jeho peněžence vytažená během hádky s Hawkeyem a B. J.)
Velící důstojník poslal Charlese do 4077th MASH kvůli tomu, aby mu nemusel platit dluh 672,17 dolaru. Byl zděšen podmínkami v MASH a znechucen svými společníky v bažině (Hawkeye Pierce a B. J. Hunnicutt). Na rozdíl od Burnse je zkušeným chirurgem. Nejprve se dvořil Margaret Houlihanové, avšak mezi nimi nebyla chemie, takže udržují profesionální přátelství. Často se hádá s Hawkeyem Piercem, avšak dokáže s ním spolupracovat. V závěrečném dílu seriálu se snaží naučit skupinu čínských válečných zajatců hrát Mozarta, nicméně při převozu jsou všichni zabiti. Tento zážitek se v něm hluboce zakořenil a prohlásil, že hudba se pro něj změnila v strašidelnou připomínku hrůz války. Po válce se vrací do Bostonu, kde na něj čeká pozice vedoucího hrudní chirurgie v prestižní nemocnici.

## Charakteristika
Charles Emerson Winchester má často snobský a noblesní způsob chování. Je pyšný na historii své rodiny a na své sociální zázemí. Je velmi inteligentní, používá suchý humor a miluje vážnou hudbu, čímž štve všechny ve svém okolí. Dokáže být ale také štědrý, což dokazuje v díle Smrt si bere prázdniny, kdy tajně daruje velmi drahé čokolády sirotčinci. Na rozdíl od Franka Burnse je více lidský a méně militantní. V díle Morální vítězství si nechá poslat Ravelův klavírní koncert pro levou ruku kvůli povzbuzení vojáka-pianisty, který byl zraněn do ruky. V díle Běh pro peníze se zase postaví za koktajícího vojáka a snaží se v něm probudit pocit, že jeho inteligence je žádoucí.